# Serra das Almas
Cachaça Serra das Almas ist der erste BIO-Cachaça Brasiliens, der seit dem Jahr 2000 auf der Fazenda Vaccaro im brasilianischen in Rio das Contas im Bundesstaat Bahia hergestellt wird.
Seit 2002 ist die Produktion des Serra das Almas vom brasilianischen Institut für Biodynamik IBD - Instituto Biodinâmico zertifiziert. Da er die Aufschrift „Bio“ trägt, darf er auch im Internet nur von solchen Händlern angeboten werden, die ein gültiges Bio-Zertifikat nachweisen können. Derzeit existiert allerdings für Deutschland kein zertifizierter Importeur, weshalb er seit 2011 legal hier nicht mehr verkauft werden darf. Er ist ein klassischer Zuckerrohrbrand, der in Brasilien als Cachaça artesanal bezeichnet wird und gehört damit zur weltweit drittmeistegtrunkenen Spirituosengattung. Für den auf traditionelle Weise in Kupferbrennblasen destillierten Cachaça wird das Zuckerrohr mit der Hand geerntet. Der Name leitet sich nicht vom Naturschutzgebiet „Reserva Natural Serra das Almas“ ab, dass im Norden Brasiliens in Ceará im Verwaltungsbezirk Crateús liegt.

## Herstellung
Für den Serra das Almas werden 2 von 600 in Brasilien verfügbare Zuckerrohrarten verwendet. Die Zuckerrohr-Sorte Maria Bonita erzeugt das Aroma im Destillat, während eine weitere Sorte aus der Familie Java für eine stabile Fermentierung verantwortlich ist. Der Bio-Anbau entspricht dem anderer Bio-Cachaça Produktionen in Brasilien. Die Keimlinge werden in Furchen mit einem Abstand von 1,70 m mit einer Dichte von 15 Pflanzen pro Meter gepflanzt. Zwischen die Reihen werden Bohnen gesetzt, die mit ihrem hohen Stickstoff- und Kaliumgehalt als natürlicher grüner Dünger genutzt werden.
Auch die weitere Verarbeitung folgt den üblichen Standards der Produktion von Cachaça Artesanal. 15 Tage vor Beginn der Ernte wird begonnen, den Zuckergehalt des Zuckerrohres (BRIX) zu messen, um den optimalen Beginn der Ernte bestimmen zu können. Das Zuckerrohr wird ohne den Einsatz von Feuer geerntet. Es wird nur soviel geerntet, wie innerhalb von 24 Stunden verarbeitet werden kann. Abgestorbene Pflanzenteile werden zur Bedeckung des Bodens und als natürlicher Dünger genutzt, grüne Pflanzenteile werden verfüttert.
Der Saft des Zuckerrohres wir in einem Filtersystem gereinigt und in Edelstahlbehälter zum Fermentieren gegeben. Eine Besonderheit dieses Cachaças ist die Fermentierung mit eigens gezüchteten Hefen, die für jede Erntesaison immer wieder neu aus grünem Zuckerrohr herangezogen werden. Die Fermentierungszeit beträgt 24 Stunden und ist damit 4-mal länger als bei industriellen Produkten, die in Supermärkten zu finden sind. Die längere Fermentierungszeit schlägt sich in einer höheren Aromendichte nieder.
Die Fazenda Vaccaro benutzt, wie die meisten kleinen Produzenten, für die Destillation zwei Kupferbrennblasen mit hohem Destillationskopf, die jeweils ein Fassungsvermögen von 400 Litern besitzen und mit Wasserdampf beheizt werden. Der hohe Destillationskopf sorgt mit seinem Rektifikationseffekt für ein besonders reines Destillat, da einzelne Bestandteile besonders fein voneinander getrennt werden können. Bei dem diskontinuierlichen Destillationsprozess entstehen drei wesentliche Fraktionen. Die Abtrennung dieser Fraktionen ist Vorschrift für die Herstellung von Cachaça Artesanal. Der erste Teil – ungefähr 10 % – enthält toxische Stoffe und wird abgetrennt. Er wird erneut destilliert und findet mit einem Alkoholgehalt von 75 – 90 % Alk./Vol. Verwendung als Treibstoff für die eigenen Maschinen. Der Mittelteil der Destillation ist das Herzstück und wird als Cachaça weiterverarbeitet. Der Nachlauf – ungefähr 15 % – wird entsorgt.
Die Schlempe, die nach dem Destillieren übrig bleibt, ist reich an Mineralien und Nahrungsstoffen, weshalb sie für die Tierfütterung eingesetzt wird.
In der Fazenda Vaccaro reifen 90.000 Liter Cachaça in 180 Fässern mit einem Fassungsvermögen von 250 Litern aus dem Holz Garapeira (Grápia) 3 Jahre lang und in Edelstahltanks. Um Temperaturschwankungen während der Reifung zu minimieren, werden die Fässer in einem Gebäude mit Lehmwänden gelagert, die die Feuchtigkeit durchlassen und thermische Schwankungen ausgleichen (Die Wärmeleitfähigkeit von Lehm beträgt nur 1/5 der von Beton).

## Auszeichnungen, Zertifikate
- Sieger: Melhor Cachaça branca do Brasil – Revista VIP 09-2011[1]
- Cachaça da Qualidade superior – Estado Bahia 2009
- Certificado Equo Brasil 2008
- Diploma – REALCE Empresarial 2007
- Produtor de Cachaça de Qualidade – Associação Brasileira de Controle da Qualidade 2005[2]
- Selo de Qualidade biodinâmico – Instituto Biodinâmico 2002